# وسیل‌آباد
وسیل‌آباد ، روستایی از توابع بخش مرکزی شهرستان رفسنجان در استان کرمان ایران است.

## جمعیت
این روستا در دهستان کبوترخان قرار دارد و براساس سرشماری مرکز آمار ایران در سال ۱۳۸۵، جمعیت آن ۸۳ نفر (۲۱خانوار) بوده‌است.